# Govejk
Govejk – wieś w Słowenii, w gminie Idrija. W 2018 roku liczyła 82 mieszkańców.